# (2487) Juhani
(2487) Juhani ist ein Asteroid des Hauptgürtels, der am 8. September 1940 von dem finnischen Astronomen Heikki A. Alikoski in Turku entdeckt wurde.
Seinen Namen erhielt der Asteroid nach dem Sohn des Entdeckers.